# Sanderlei Claro Parrela
Sanderlei Claro Parrela (Brasil, 7 de octubre de 1974) es un atleta brasileño, especialista en la prueba de 400 m, en la que llegó a ser subcampeón mundial en 1999.

## Carrera deportiva
En el Mundial de Sevilla 1999 ganó la medalla de plata en los 400 metros, con un tiempo de 44.29 segundos, quedando tras Michael Johnson (oro con un tiempo de 43.18 que fue récord del mundo) y por delante del mexicano Alejandro Cárdenas.